# Gwoździec (Basses-Carpates)
Pour les articles homonymes, voir Gwoździec.
Gwoździec est une localité polonaise de la gmina de Bojanów, située dans le powiat de Stalowa Wola en voïvodie des Basses-Carpates.